# Fußballklub 03 Pirmasens 1962-1963
Questa voce raccoglie le informazioni riguardanti il Fußballklub 03 Pirmasens nelle competizioni ufficiali della stagione 1962-1963.

## Stagione
Nella stagione 1962-1963 il Pirmasens, allenato da Adi Preißler, concluse il campionato di Oberliga sudovest al 3º posto.

## Rosa
| N. |                     | Ruolo | Calciatore          |
| -- | ------------------- | ----- | ------------------- |
|    | Germania (bandiera) | P     | Peter Jann          |
|    | Germania (bandiera) | P     | Franz-Josef Zieberg |
|    | Germania (bandiera) | D     | Peter Dell          |
|    | Germania (bandiera) | D     | Alois Herbrik       |
|    | Germania (bandiera) | D     | Rudi Hoffmann       |
|    | Germania (bandiera) | D     | Günter Klein        |
|    | Germania (bandiera) | D     | Walter Rojan        |
|    | Germania (bandiera) | D     | Ludwig Roos         |
|    | Germania (bandiera) | D     | Karl Schmidt        |

| N. |                     | Ruolo | Calciatore        |
| -- | ------------------- | ----- | ----------------- |
|    | Germania (bandiera) | C     | Horst Brill       |
|    | Germania (bandiera) | C     | Horst Schmitt     |
|    | Germania (bandiera) | C     | Heini Seebach     |
|    | Germania (bandiera) | A     | Hugo Dausmann     |
|    | Germania (bandiera) | A     | Rudolf Dieter     |
|    | Germania (bandiera) | A     | Gottlieb Göller   |
|    | Germania (bandiera) | A     | Heinz Hohmann     |
|    | Germania (bandiera) | A     | Helmut Kapitulski |
|    | Germania (bandiera) | A     | Hilmar Weishaar   |

## Organigramma societario
Area tecnica
- Allenatore: Adi Preißler
- Allenatore in seconda:
- Preparatore dei portieri:
- Preparatori atletici:
- Analisi video:

## Calciomercato

### Sessione estiva
| Acquisti | Acquisti        | Acquisti       | Acquisti |
| R.       | Nome            | da             | Modalità |
| -------- | --------------- | -------------- | -------- |
| A        | Gottlieb Göller | Wormatia Worms |          |

| Cessioni | Cessioni        | Cessioni         | Cessioni |
| R.       | Nome            | a                | Modalità |
| -------- | --------------- | ---------------- | -------- |
| A        | Rolf Fritzsche  | Amburgo          |          |
| A        | Klaus Matischak | Viktoria Colonia |          |

## Risultati

### Oberliga sudovest

#### Girone di andata
| Arbitro: | Peters |

|                    |           |                                     |
| Groß 29’ Gogel 73’ | Marcatori | 35’ Klein 41’ Brill 89’ (aut.) Groß |

| Arbitro: | Ommerborn |

|                      |           |                      |
| Hohmann 8’, 67’, 72’ | Marcatori | 17’ Stein 56’ Straus |

| Arbitro: | Bien |

|  |           |             |
|  | Marcatori | 23’ Hohmann |

| Arbitro: | Kuhn |

|                                                                                                 |           |          |
| Weishaar 19’, 73’ Kapitulski 31’ (rig.), 32’ Seebach 49’ Hohmann 75’ (rig.), 83’, 85’ Brill 89’ | Marcatori | 60’ Wolf |

| Arbitro: | Riegg |

|                                                |           |              |
| Wittemaier 2’ Gutermann 41’ Lieb 44’ Mätze 52’ | Marcatori | 60’ Weishaar |

| Arbitro: | Glatthaar |

|             |           |              |
| Seebach 55’ | Marcatori | 88’ Buchmann |

| Arbitro: | Rodenhausen |

|                                             |           |              |
| Kapitulski 17’ Brill 30’ Hohmann 60’ (rig.) | Marcatori | 4’ Reitgassl |

| Arbitro: | Fischer |

|                                   |           |                          |
| Dörrenbächer 8’ May 23’ Kuntz 57’ | Marcatori | 78’ Hohmann 79’ Weishaar |

| Arbitro: | Fritz |

|                                                             |           |  |
| Hohmann 24’, 72’ Kapitulski 52’ Dausmann 54’, 73’ Klein 64’ | Marcatori |  |

| Arbitro: | Peters |

|  |           |                                             |
|  | Marcatori | 6’ Dausmann 19’ Hohmann 21’ Brill 37’ Klein |

| Arbitro: | Jäger |

|             |           |  |
| Hohmann 17’ | Marcatori |  |

| Arbitro: | Fritz |

|                 |           |                |
| Schönwälder 60’ | Marcatori | 86’ Kapitulski |

| Arbitro: | Siebert |

|                                |           |          |
| Hoffmann 29’ Dausmann 65’, 86’ | Marcatori | 20’ Löhr |

| Arbitro: | Hager |

|             |           |  |
| Hohmann 10’ | Marcatori |  |

| Arbitro: | Henmann |

|                  |           |  |
| Wingert 1’ I 44’ | Marcatori |  |

#### Girone di ritorno
| Arbitro: | Spinnler |

|                                                              |           |           |
| Kapitulski 0’, 61’, 73’ (rig.) Seebach 39’, 69’ Weishaar 66’ | Marcatori | 90’ Gogel |

| Arbitro: | Tremmel |

|                       |           |                        |
| Braner 12’ Straus 40’ | Marcatori | 16’ Weishaar 59’ Brill |

| Arbitro: | Kahrmann |

|                                                  |           |  |
| Hohmann 2’, 19’ Kapitulski 34’, 71’ Weishaar 57’ | Marcatori |  |

| Arbitro: | Klees |

|                                                                           |           |  |
| Weishaar 5’, 36’ Kapitulski 13’ Dausmann 47’ Hohmann 56’, 60’ Seebach 71’ | Marcatori |  |

| Arbitro: | Hager |

|                               |           |                                   |
| Hoffmann 30’ (aut.) Risch 76’ | Marcatori | 1’ Weishaar 25’ (aut.) I 43’ Dell |

| Arbitro: | Kreitlein |

|                                               |           |                           |
| Reitgassl 10’, 87’ Richter 49’, 68’ Meier 74’ | Marcatori | 58’ Weishaar 86’ Dausmann |

| Arbitro: | Fischer |

|                                           |           |                        |
| Hohmann 42’, 46’ Dausmann 70’ Seebach 87’ | Marcatori | 26’ Kuntz 28’ Pidancet |

| Saarbrücken 15 aprile 1963 23ª giornata | Saar 05 | 0 – 0 referto | Pirmasens | Kieselhumes (8 000 spett.)\| Arbitro: \| Bien \| |
| Arbitro:                                | Bien    |               |           |                                                  |

| Arbitro: | Fritz |

|                |           |                                                                                |
| Scheunemann 4’ | Marcatori | 26’ Seebach 29’, 70’ Hohmann 39’ (rig.) Kapitulski 43’, 52’ Brill 67’ Weishaar |

| Arbitro: | Olk |

|                         |           |                          |
| Weishaar 9’ Seebach 73’ | Marcatori | 4’ Mellinger 26’ Tretter |

| Arbitro: | Kandlbinder |

|            |           |          |
| Storck 26’ | Marcatori | 4’ Brill |

| Arbitro: | Spinnler |

|                                           |           |                 |
| Hohmann 52’ Diehl 57’ (aut.) Weishaar 84’ | Marcatori | 30’ Schönwälder |

| Arbitro: | Hager |

|                                      |           |             |
| Schneider 14’ Christ 67’ Schmidt 90’ | Marcatori | 39’ Herbrik |

| Pirmasens 5 maggio 1963 29ª giornata | Pirmasens | 0 – 0 referto | Ludwigshafener SC | Städtisches Stadion (5 000 spett.)\| Arbitro: \| Tremmel \| |
| Arbitro:                             | Tremmel   |               |                   |                                                             |

| Arbitro: | Fritz |

|                |           |  |
| Hölzenbein 27’ | Marcatori |  |

## Statistiche

### Statistiche di squadra
| Competizione      | Punti | In casa | In casa | In casa | In casa | In casa | In casa | In trasferta | In trasferta | In trasferta | In trasferta | In trasferta | In trasferta | Totale | Totale | Totale | Totale | Totale | Totale | DR  |
| Competizione      | Punti | G       | V       | N       | P       | Gf      | Gs      | G            | V            | N            | P            | Gf           | Gs           | G      | V      | N      | P      | Gf     | Gs     | DR  |
| ----------------- | ----- | ------- | ------- | ------- | ------- | ------- | ------- | ------------ | ------------ | ------------ | ------------ | ------------ | ------------ | ------ | ------ | ------ | ------ | ------ | ------ | --- |
| Oberliga sudovest | 41    | 15      | 12      | 3       | 0       | 54      | 12      | 15           | 5            | 4            | 6            | 28           | 27           | 30     | 17     | 7      | 6      | 82     | 39     | +43 |
| Totale            | 41    | 15      | 12      | 3       | 0       | 54      | 12      | 15           | 5            | 4            | 6            | 28           | 27           | 30     | 17     | 7      | 6      | 82     | 39     | +43 |

### Andamento in campionato
| Giornata  | 1 | 2 | 3 | 4 | 5 | 6 | 7 | 8 | 9 | 10 | 11 | 12 | 13 | 14 | 15 | 16 | 17 | 18 | 19 | 20 | 21 | 22 | 23 | 24 | 25 | 26 | 27 | 28 | 29 | 30 |
| --------- | - | - | - | - | - | - | - | - | - | -- | -- | -- | -- | -- | -- | -- | -- | -- | -- | -- | -- | -- | -- | -- | -- | -- | -- | -- | -- | -- |
| Luogo     | T | C | T | C | T | C | C | T | C | T  | C  | T  | C  | C  | T  | C  | T  | C  | C  | T  | T  | C  | T  | T  | C  | T  | C  | T  | C  | T  |
| Risultato | V | V | V | V | P | N | V | P | V | V  | V  | N  | V  | V  | P  | V  | N  | V  | V  | V  | P  | V  | N  | V  | N  | N  | V  | P  | N  | P  |
| Posizione | 7 | 2 | 2 | 1 | 1 | 4 | 3 | 5 | 3 | 3  | 3  | 3  | 1  | 1  | 3  | 3  | 3  | 2  | 3  | 2  | 2  | 2  | 2  | 2  | 2  | 2  | 2  | 2  | 2  | 2  |

Legenda:

Luogo: C = Casa; T = Trasferta. Risultato: V = Vittoria; N = Pareggio; P = Sconfitta.

### Statistiche dei giocatori
| H. Brill      | 30 | 8  | 0 | 0 |
| H. Dausmann   | 24 | 8  | 0 | 0 |
| P. Dell       | 23 | 1  | 0 | 0 |
| R. Dieter     | 2  | 0  | 0 | 0 |
| G. Göller     | 5  | 0  | 0 | 0 |
| A. Herbrik    | 29 | 1  | 0 | 0 |
| R. Hoffmann   | 18 | 1  | 0 | 0 |
| H. Hohmann    | 28 | 23 | 0 | 0 |
| P. Jann       | 29 | 0  | 0 | 0 |
| H. Kapitulski | 29 | 12 | 0 | 0 |
| G. Klein      | 22 | 3  | 0 | 0 |
| W. Rojan      | 1  | 0  | 0 | 0 |
| L. Roos       | 9  | 0  | 0 | 0 |
| K. Schmidt    | 7  | 0  | 0 | 0 |
| H. Schmitt    | 20 | 0  | 0 | 0 |
| H. Seebach    | 23 | 8  | 0 | 0 |
| H. Weishaar   | 30 | 14 | 0 | 0 |
| F. Zieberg    | 1  | 0  | 0 | 0 |